# Miroslav Kapoun (lední hokejista)
Miroslav Kapoun (* 23. dubna 1950, Most) je bývalý český hokejový brankář. Po skončení aktivní kariéry působil jako trenér. Ligovým hokejistou byl i jeho bratr Zdeněk Kapoun.

## Hokejová kariéra
V československé lize chytal za CHZ Litvínov. Odchytal 17 ligových sezón a nastoupil v 554 ligových utkáních. Dále hrál 1. jugoslávskou ligu za tým HK Bosna. V nižších soutěžích chytal během vojenské služby za VTJ Dukla Liberec, ve Francii za Croix a končil v HC Slovan Louny.

## Klubové statistiky
| 1969/1970 | VTJ Dukla Liberec | 2. liga | -  | -    | -    |
| 1970/1971 | CHZ Litvínov      | 1. liga | 18 | 3,00 | -    |
| 1971/1972 | CHZ Litvínov      | 1. liga | 21 | 3,54 | -    |
| 1972/1973 | CHZ Litvínov      | 1. liga | 27 | 3,52 | -    |
| 1973/1974 | CHZ Litvínov      | 1. liga | 43 | 3,49 | -    |
| 1974/1975 | CHZ Litvínov      | 1. liga | 44 | 3,41 | -    |
| 1975/1976 | CHZ Litvínov      | 1. liga | 26 | 3,58 | -    |
| 1976/1977 | CHZ Litvínov      | 1. liga | 38 | 3,05 | -    |
| 1977/1978 | CHZ Litvínov      | 1. liga | 44 | 2,69 | 91,9 |
| 1978/1979 | CHZ Litvínov      | 1. liga | 20 | 4,32 | -    |
| 1979/1980 | CHZ Litvínov      | 1. liga | 36 | 3,85 | 89,3 |
| 1980/1981 | CHZ Litvínov      | 1. liga | 43 | 3,94 | 89,4 |
| 1981/1982 | CHZ Litvínov      | 1. liga | 40 | 3,77 | 91,7 |
| 1982/1983 | CHZ Litvínov      | 1. liga | 37 | 3,80 | 89,2 |
| 1983/1984 | CHZ Litvínov      | 1. liga | 36 | 3,49 | 87,4 |
| 1984/1985 | CHZ Litvínov      | 1. liga | 41 | 4,06 | -    |
| 1985/1986 | CHZ Litvínov      | 1. liga | 15 | 3,49 | -    |
| 1986/1987 | CHZ Litvínov      | 1. liga | 18 | 5,12 | 83,1 |
| 1987/1988 | HK Bosna          | 1. liga | -  | -    | -    |